# Filmproduktionsgesellschaft
Unter einer Filmproduktionsgesellschaft versteht man ein Unternehmen, das seine Einnahmen überwiegend aus der Produktion von Filmen erwirtschaftet.
Das Arbeitsgebiet einer Filmproduktionsgesellschaft umfasst dabei alle Phasen der Filmproduktion, von der Stoffentwicklung und Filmfinanzierung über die Produktionsvorbereitung und die Dreharbeiten bis hin zur Postproduktion. Kleinere Unternehmen, die keinen eigenen Verleihbetrieb haben und fertige Produktionen zur Kinoauswertung einem externen Filmverleih anvertrauen, erledigen in der Übergangszeit, bis ein Verleih gefunden ist, auch Aufgaben der Filmherausbringung (Launch) wie die Anmeldung des Films bei der FSK und der Filmbewertungsstelle (beides nur in Deutschland), Öffentlichkeitsarbeit und Werbung, Festivalbewerbungen und die Organisation einer – oft groß aufgezogenen – Kinopremiere, einschließlich der Einwerbung von Sponsoren- und Fördergeldern zur Finanzierung dieser Arbeiten.

## Begriffsabgrenzung
Die Begriffe Filmgesellschaft und Filmproduktionsgesellschaft werden meist bedeutungsgleich verwendet. Im weiteren Sinne werden als Filmgesellschaften jedoch auch solche Unternehmen bezeichnet, die über die Filmproduktion hinaus auch im Bereich Filmverleih bzw. -vertrieb tätig sind oder eigene Kinos betreiben.
Das Statistische Bundesamt führt diesen Teil der Produktionswirtschaft auch unter der Bezeichnung Produktionsunternehmen audiovisueller Programme. Diese schließt neben Kinofilmproduktionen und Filmen, Sendungen und Serien für das Fernsehen auch Produktionen von Werbefilmen, Imagefilmen, Industriefilmen und Webserien ein. Eine klassische Filmproduktionsgesellschaft zeichnet sich durch kreative und wirtschaftliche Unabhängigkeit sowie den damit verbundenen Risiken aus. Als Dienstleistungs-Produktionsgesellschaft werden Unternehmen bezeichnet, die im Auftrag Filme ganz oder teilweise produzieren. Im Jahr 2012 gab es in Deutschland circa 900 klassische Produktionsgesellschaften, die einen Jahresumsatz von über €150.000 hatten, davon 300 Kino- und 600 TV-Produzenten. Zusätzlich können an die 800 Dienstleistungs-Filmproduktionsgesellschaften als Produzenten im weiteren Sinne gezählt werden.
Der in den USA geprägte Begriff Filmstudio bezeichnet im eigentlichen Sinn eine Einrichtung zur Produktion von Filmen. Umgangssprachlich wird dieser Begriff jedoch gelegentlich auch als Bezeichnung für eine Filmproduktionsgesellschaft verwendet.

## Geschichte
In der Pionierzeit des Films, als die ersten Filmproduktionsgesellschaften gegründet und die ersten Filmstudios errichtet wurden, kam vor allem den Besitzern der schon bald sehr großen Filmstudios in Hollywood große Entscheidungsgewalt zu. Diese einflussreiche Position wurde jedoch durch das Aufkommen von unabhängigen Vermittlungsagenturen und Interessensvertretungen von Filmschaffenden, die deren vertragliche Stellung erheblich verbesserten, nach und nach geschwächt. Heutzutage verfügen beispielsweise erfolgreiche Schauspieler in der Regel über einen eigenen Agenten und sind somit vertraglich nicht für einen bestimmten Zeitraum an eine Filmproduktionsgesellschaft gebunden, wie es in den ersten Jahrzehnten des Films noch häufig üblich war.

## Rechtsformen
In Deutschland sind Filmproduktionsgesellschaften meist als Kapitalgesellschaften (Gesellschaft mit beschränkter Haftung, seltener Aktiengesellschaft), gelegentlich jedoch auch als Kommanditgesellschaft oder als Partnerschaftsgesellschaft organisiert. Bei US-amerikanischen Filmproduktionsgesellschaften bildet die Corporation die häufigste Rechtsform.

## Typen
Filmproduktionsunternehmen unterscheiden sich in ihrer Größe bzw. ihrem Umsatz. Zu den weltweit größten Unternehmen zählen die amerikanischen Universal Pictures, die über gewaltige Atelieranlagen, einen Kostüm- und Requisitenfundus und 9.000 feste Mitarbeiter verfügen, durchschnittlich 21 Filme pro Jahr produzieren und aus dem Verleih und Vertrieb sowohl ihrer eigenen und als auch fremder Produktionen erhebliche zusätzliche Einnahmen erwirtschaften. Eine der größten Filmproduktionsgesellschaften in Deutschland ist die Münchner Constantin-Film, die pro Jahr gut 5 Kinofilme produziert, 235 Mitarbeiter beschäftigt, zahlreiche Tochterunternehmen besitzt und auch als Verleih tätig ist. Die Mehrzahl der deutschen Filmproduktionsgesellschaften sind jedoch Kleinunternehmen, die keine eigenen Atelieranlagen besitzen, nur eine Handvoll von Mitarbeitern beschäftigen und ohne Filmförderung gar nicht bestehen könnten.
Filmproduktionsgesellschaften unterscheiden sich in der Dauer ihres Bestehens. Eine der ältesten noch tätigen Filmgesellschaften der Welt ist die 1895 gegründete amerikanische Biograph Company; die älteste deutsche Gesellschaft ist die Universum Film AG (seit 1917). Andere Unternehmen sind viel kurzlebiger; oft werden Produktionsgesellschaften für die Herstellung eines einzigen Films gegründet und danach wieder aufgelöst.
Unter „unabhängigen“ Filmproduktionsgesellschaften versteht man umgangssprachlich solche Unternehmen, die nicht zu den marktbeherrschenden Großen der Branche gehören. Diese Unterscheidung ist besonders in den USA gängig, wo ein in Hollywood ansässiges Oligopol aus sieben Superkonzernen den Löwenanteil der nationalen Filmproduktion liefert. Das Etikett „Unabhängigkeit“ wird in diesem Zusammenhang gern benutzt, um den Anschein zu erwecken, in kleineren, finanziell schwächer ausgestatteten Unternehmen würden grundsätzlich Independentfilme produziert, d. h. solche Filme, die sich auch ästhetisch vom Mainstream unterscheiden. Dies ist in einigen Fällen zutreffend, meist jedoch nicht.
Einen Sonderfall so genannter „unabhängiger“ Filmproduktionsgesellschaften stellen solche Unternehmen dar, die nicht profitorientiert arbeiten. Eines der wenigen Beispiele bildet die Deutsche Film-Gemeinschaft, die 1931 zur Produktion des Films Mädchen in Uniform gegründet wurde.
Ein anderer Sonderfall sind staatseigene Filmproduktionsgesellschaften. In der deutschen Geschichte bildet die Ufa, die sich von 1937 bis 1945 im Staatsbesitz befand, das prominenteste Beispiel (siehe: Nationalsozialistische Filmpolitik). Ein weiteres Beispiel ist die  Mosfilm, die in der jungen Sowjetunion als nationale Einheits-Filmgesellschaft gegründet wurde und trotz der Wiederherstellung des Marktes noch nicht privatisiert wurde.
Filmproduktionsgesellschaften unterscheiden sich in ihren Tätigkeitsschwerpunkten. Neben Produktionsgesellschaften, die ausschließlich oder überwiegend Spielfilme herstellen, gibt es Gesellschaften, die auf die Produktion von Animations- oder Dokumentarfilmen spezialisiert sind. Wieder andere Unternehmen produzieren Fernsehfilme, Fernsehserien und nichtfiktionale Filme im Auftrag von Rundfunkanstalten oder Privatsendern. Daneben gibt es Unternehmen, die sich auf die Produktion Werbefilmen, und andere, die sich auf Musikvideos spezialisiert haben. Sogenannte Serviceproduktionen bieten lokale Dienstleistungen für andere Filmproduktionsgesellschaften, meist aus dem Ausland, an.

### Aktive US-Filmproduktionsgesellschaften
- The Walt Disney Company / Walt Disney Studios
  - Walt Disney Home Entertainment
  - Walt Disney Motion Pictures Group
    - Walt Disney Pictures
    - Pixar Animation Studios
    - Hollywood Pictures
    - Touchstone Pictures
    - Miramax Films (USA, 1979)

- NBCUniversal / Universal Studios
  - Universal Pictures (USA, 1912)
  - PolyGram Filmed Entertainment (UK, 1991)
  - Focus Features (USA, 2002)

- Paramount Global
  - Paramount Pictures (USA, 1912)
  - Paramount Vantage
  - CBS Entertainment Group
  - DreamWorks SKG (USA, 1994)

- Sony Pictures Entertainment
  - United Artists (USA, 1919)
  - Metro-Goldwyn-Mayer (USA, 1924)
  - Columbia Pictures (USA, 1924)
  - TriStar Pictures (USA, 1982)
  - Screen Gems (USA, 1999)
  - Sony Pictures Classic (USA, 1992)
  - Orion Pictures Corporation (USA, 1978)

- Warner Bros. Discovery /  Warner Bros. Entertainment
  - Warner Bros. Pictures (USA, 1923)
  - Warner Independent Pictures (USA, 2003)
  - New Line Cinema (USA, 1967/1984)
  - Fine Line Features
  - Castle Rock Entertainment (USA, 1987)

- 21st Century Fox
  - 20th Century Fox (USA, 1935)
  - Fox Searchlight Pictures (USA, 1994)
  - Fox 2000 Pictures

### Bekannte Filmproduktionsgesellschaften außerhalb der USA
- Studio Babelsberg (Deutschland, 1912)
- UFA (Deutschland, 1917)
- Bavaria Film (Deutschland, 1919)
- CCC-Film (Deutschland, 1946)
- Constantin-Film (Deutschland, 1950)
- X-Filme (Deutschland, 1994)
- Pinewood Studios (Großbritannien, 1934)
- Cinecittà (Italien, 1937)
- Studio Ghibli (Japan, 1985)

### Aktive unabhängige Filmproduktionsgesellschaften
- RKO Pictures (USA, 1929)
- The Weinstein Company (USA, 2005)
- Lions Gate Films (Kanada)
- View Askew Productions (USA, 1995)

### Aktive schweizerische Filmproduktionsgesellschaften
- BlindMedia (Zürich, 2008)
- C-Films (Zürich, 1999)
- Condor Films (Zürich, 1947)
- Dschoint Ventschr (Zürich, 1987)
- Millbrook Pictures (Zürich, 2008)
- tellfilm (Zürich, 1997)
- Turnus Film (Zürich, 1959)

### Ehemalige Filmproduktionsgesellschaften
- Tobis-Filmkunst (Deutschland, 1927–1962)
- DEFA (Deutschland, 1946–1992)
- Filmstudios Glattfelden (Schweiz, 1999)
- Teamfilm (Norwegen, 1962–1994)
- American Mutoscope and Biograph Company (USA, 1895–1929, seit 1987)
- American International Pictures (USA, 1956–1980)
- Carolco Pictures (USA, 1976–1996)
- Embassy Pictures (USA, 1942–1986)
- First National (USA 1917–1928)
- Fox Film Corporation (USA, 1915–1935)
- Metro Pictures Corporation (USA, 1915–1924)
- Selznick International Pictures (USA, 1935–1948)
- Twentieth Century Pictures (USA, 1932–1935)